# カート・コバーン
カート・ドナルド・コバーン（英語: Kurt Donald Cobain, 1967年2月20日 - 1994年4月5日）は、アメリカ合衆国のシンガーソングライター。
ロックバンド・ニルヴァーナのフロントマンであり、ギタリスト、リードボーカリスト、メインソングライターとして活躍していた。怒りに満ちた曲作りと反体制的な人物像を通して、コバーンの作曲は、主流のロック音楽のテーマ的な慣習を広げた。ジェネレーションXの代弁者ともいわれ、オルタナティヴ・ロックの歴史の中で最も影響力のあるミュージシャンの一人とされている。
コバーンは、1987年にクリス・ノヴォセリック、アーロン・ブルクハードとともにバンド「ニルヴァーナ」を結成し、のちにグランジと呼ばれるようになるシアトルの音楽シーンの一翼を担っていた。メジャーレーベルのDGCレコードと契約したニルヴァーナは、セカンドアルバム「Nevermind」（1991年）に収録された「Smells Like Teen Spirit」で世界的な成功を収めた。ニルヴァーナの突然の成功により、コバーンは同世代の声として歓迎されたが、「自分のメッセージや芸術的ビジョンが世間に誤って解釈された」と考え、これを恨んだ。「Smells Like Teen Spirit」以外にも、「Come as You Are」、「Lithium」、「In Bloom」、「Something in the Way」、「Heart-Shaped Box」、「All Apologies」、「About a Girl」、「Aneurysm」、「You Know You're Right」など、コバーンはニルヴァーナのために多くの有名な曲を書いている。
人生の最後の数年間、コバーンはヘロイン中毒や、双極性障害などの慢性的な健康問題に悩まされていた。1994年3月、コバーンはシャンパンとロヒプノールの組み合わせを過剰摂取し、その後介入を受け解毒プログラムを受けた。1994年4月8日、コバーンがシアトルの自宅で死亡しているのが発見された。警察は、コバーンが4月5日に頭部をショットガンで射ち死亡したと結論づけた。27歳没。
コバーンは死後、ニルヴァーナのバンドメンバーであるクリス・ノヴォセリックとデイヴ・グロールとともに、資格を得た初年度の2014年にロックの殿堂入りを果たした。ローリングストーン誌では、「史上最も偉大な100人のソングライター」、「史上最も偉大な100人のギタリスト」、「史上最も偉大な100人のシンガー」のリストにコバーンを入れている。MTVの「22 Greatest Voices in Music」では7位にランクインしている。2006年には、Hit Parader誌の「100 Greatest Metal Singers of All Time」で20位にランクインしている。また、「Q誌の選ぶ歴史上最も偉大なシンガー」で7位に選ばれている。

## 経歴

### 生い立ち
1967年2月20日、アイルランド及びフランス系の自動車整備工ドナルド・リーランド・コバーンと、イングランド及びドイツ系のウェイトレスのウェンディ・フレイデンバーグ夫妻の間に誕生。ビートルズが大好きで、絵の上手な子供だったという。幸せな幼年期を送っていたが、1975年に両親が当時まだアメリカでは珍しかった離婚をしたことで大きな精神的衝撃を受ける。その影響からかカートは内向的で、引きこもりがちな少年に変わった。カートは、その後も父親に棄てられたという感覚を拭い去ることができなかったという。
離婚後、最初は父の元へ引き取られる。トレーラーハウスの中で、ブラック・サバス、レッド・ツェッペリン、エアロスミスを聴いて育ち、自身の音楽に強く影響を与えた、と後に何度かインタビューで語っている。
学校では友達を作らず、図書館で主にチャールズ・ブコウスキーなどの本を借り、それを読んで過ごしていた。その中でウィリアム・バロウズの『裸のランチ』と出会い、後の人生、歌詞、両面において強い影響を受ける。
ハイスクール在学中、パンクバンド・メルヴィンズのリーダー、バズ・オズボーンと出会う。オズボーンから貰ったテープを聴き、パンク・ロックに興味を抱き音楽を始める。最初のギターは14歳の時に質屋で買ったもので、当初はAC/DCやレッド・ツェッペリンなどの曲を練習していた。

### フィーカル・マター時代
1985年に入るとカートがギターとボーカル、デイル・クローヴァーがベース、グレッグ・ホカンソンがドラムを演奏するバンドフィーカル・マターを結成。しかし1985年12月に、ホカンソンが脱退してしまう。
その後カートとデイルは、シアトルにあるカートの叔母マリ・アールの家にて4トラック・レコーダーを用いて『lliteracy Will Prevail demo』を録音。このデモテープにおいてデイルは、ベース、ギター、そしてドラムまで担当している。
1986年にはベースにバズ・オズボーン、ドラムにマイク・ディラードが加入したが、カートはオズボーンがベース用のアンプの購入を拒否したことから、オズボーンがフィーカル・マターとしての活動を本気でしようとはしていないと考え、2月にフィーカル・マターは解散した。

### クリスとの出会い〜ニルヴァーナ結成〜『ネヴァーマインド』
高校のクラスメイトの音楽的才能は決してカートと見合うものではなく、時にそれが彼を大いに苛立たせた。また、彼が演奏したかったのはパンク・ロックであったのに対し、周囲の人間はヘヴィメタル志向であったことも、彼にとって大いに気に入らない点であった。そんな苛立ちからか、次第に周囲との折り合いが悪くなり、高校を中退。その高校の用務員として働き始める。
そんな中、カートは同じくパンク・ロックを愛好するクリス・ノヴォセリックと出会う。音楽の趣味、周囲への不満などで意気投合し、1年後バンド結成にいたる。
1989年、ニルヴァーナは最初のアルバム『ブリーチ』をレコーディングする。同作はインディーレーベルのサブ・ポップからリリースされた。
1991年、ゲフィン・レコードに移籍したニルヴァーナは、メジャー・デビュー・アルバム『ネヴァーマインド』をレコーディングする。

### 商業的成功と精神的苦境、そして死
1991年のシングル「スメルズ・ライク・ティーン・スピリット」とアルバム『ネヴァーマインド』の発表は、バンドと当時のロックシーン両方の流れに大きな影響を与えた。
彼らはメジャーでの最初のアルバムから大成功を収めたが、カートは『ネヴァーマインド』の成功に葛藤を感じていたとされる。元々、アンダーグラウンドなシーンをルーツとするカートは、この大成功によって自身の信念を裏切ってしまったように感じており、メディアの伝える彼の姿と本来の自分の姿との乖離に大きな戸惑いを感じてもいた。また、彼自身『ネヴァーマインド』制作の際、ある程度メジャー市場を意識して曲作りを行っていたことで自身にも強い憤りを感じていた。そのため、プロデューサーにスティーヴ・アルビニを迎え制作されたアルバム『イン・ユーテロ』は前作のメジャー志向からアンダーグラウンド志向へと回帰したものとなったが、賛否両論のアルバムとなる。
その後も自身のイメージや思い通りに曲が作れない苛立ち、また少年時代からの双極性障害と20歳頃からの持病であった原因不明の胃痛に対する鎮痛剤として使用したことに端を発する薬物依存症に苦しみ、ローマでの自殺未遂を経た末、1994年4月5日、シアトルの自宅で薬物を服用の上、ショットガンで頭部を撃ち抜いて自殺しているのが発見される。指揮者のデビッド・ウッダードはコバーン用のドリーマシンを製作したが:355–366、コバーンが自殺に至るまでの数日間にデバイスを過度に使用していたとの報告は、後の発見と矛盾していた。警察の報告によると、死亡推定日は4月5日。遺書には強烈な筆圧で、親交のあったニール・ヤングの「マイ・マイ、ヘイ・ヘイ」の歌詞の一部「It's better to burn out than to fade away（だんだん消えていくよりも燃え尽きる方がいい）」が引用され、ステレオからはR.E.M.のアルバム『オートマチック・フォー・ザ・ピープル』が流れっぱなしになっていた。
没年齢の27歳は、ロバート・ジョンソンやジミ・ヘンドリックス、ブライアン・ジョーンズ、ジム・モリソン、ジャニス・ジョプリンが亡くなった年齢と一緒であり、カートの母は「あの子は愚か者のクラブに仲間入りしてしまった」と嘆いたという。
後にデイヴ・グロールは、カートの死を次のように回想している。
| 「 | 「カートが死んだ翌日の事を今でも覚えてるんだけど、目を覚まして、コーヒーを作りながら、『あああ、彼はいなくなっちまったんだ』って思ったんだよね……『だけど、俺はまだここにいる』ってね。『一体どうやったら人間がそうやってただ消えてしまえるんだ？ そんなのファッキン狂ってるよ』ってね。だって、カートは本当に突然いなくなっちまったわけだからね。だからその日、俺が気付いたのは、自分がそれでも生き残ったっていう事は本当に幸運な事で、これからの毎日、それに感謝して生きていかなくちゃいけないって事だった」 | 」 |

2014年3月、シアトル市警が彼の死亡現場に残されていた遺品30点を新たに公開した。
2015年7月、他殺説を訴えるリチャード・リーによって、カートの死亡現場の写真を警察が公開するよう訴える訴訟がなされたが、訴えは棄却された。
2016年3月、シアトル市警が、カートが自ら命を絶つときに使用したショットガンの画像を初めて公開した。

## 人物
配偶者はホールのコートニー・ラブ。娘はフランシス・ビーン。コートニーとは1992年2月に結婚。式を通してカートはパジャマ姿であった。忘れ形見のフランシスは2011年現在、モデルを務めている。
一般的には左利きの人物と認識されているが、本来は右利きだった、変則的な左利き、両利きなど様々な説がある。少なくとも食事や筆記は右利きである。
アルバム『ネヴァーマインド』の成功後も音楽業界の商業主義やマスメディアの誇張報道などに反発し、社会に求められた偶像としてではなく、ありのままの自分を常に表現するスタンスを保ち続けた姿勢は、「グランジの精神」として後進に強い影響を与えた。グランジのパイオニアとも言えるが、自身は双極性障害と薬物により苦しむ。
Bikini KillのTobi Vailと交際していた時期がある。後に二人は別れたが、友人のままだった。

### セクシュアリティ
1992年10月、モンク誌で「あなたはゲイですか」と聞かれたコバーンは、「もしコートニーに惹かれてなかったら、バイセクシャルになってただろうね」と答えている。
別のインタビューでは、『アドヴォケイト』でゲイ・コミュニティとの同一性を述べ、「精神的には間違いなくゲイだし、おそらくバイセクシャルになれる」「コートニーに出会わなければ、おそらくバイセクシャルなライフスタイルを続けてただろうね」としつつ、「女性により性的魅力を感じる」とも述べている。
彼の個人的な日記の一つには、「同性愛嫌悪者を怒らせるために、そうでありたいと思うが、僕はゲイではない」と書かれている。
コバーンはLGBTQ+の権利を擁護し、1992年のオレゴン州の投票用紙9号に反対する慈善事業に出演するためにオレゴン州を訪れたり、LGBTQ+のメンバーがいる地元のバンドをサポートしたりしていた。7歳の頃から「違う」と感じていたと報告し、学校では「ゲイの友達」がいるために同性愛嫌悪のいじめのターゲットになることが多かった。
ニルヴァーナのアルバムインセスティサイドのライナーノーツには、同性愛嫌悪、人種差別、女性差別を非難した文が入っていた。

### 音楽的嗜好
特に好きなアーティストにピクシーズ、メルヴィンズ、ソニック・ユース、マッドハニー、サウンドガーデンなどのグランジバンド以外にも、ビートルズ、レッド・ツェッペリン、初期のエアロスミス、エコー&ザ・バニーメン、ブラック・サバス、クイーン、AC/DC、セックス・ピストルズ、ブラック・フラッグ、R.E.M.、ティーンエイジ・ファンクラブ、ヴァセリンズなどのロックバンドを挙げている。彼が好んで聴いていた数々のバンドの曲が話題になり、例としてヴァセリンズやミート・パペッツはバンド・作品ともに注目されることになり、ライブでも共演を果たしている。日本のバンドでは少年ナイフ、ボアダムスを評価しており、全英ツアーで共演もしている。
キッスについては子供の頃は好きだったらしいが、大人になってからは好きでもなんでもないとのこと。
一番好きなアルバムにはイギー&ストゥージスの『ロー・パワー』を挙げた。特にR.E.M.は「一度でいいからR.E.M.みたいな曲を書いてみたい」と言わせるほどだった。また、キッスのポスターを部屋に飾っていた時期もあり、キッスの楽曲「Do You Love Me」をライブでカヴァーしたこともある。
パール・ジャムのボーカリスト、エディ・ヴェダーの言動全てを嫌悪し始終、非難を続ける。ヴェダーの存在自体を毛嫌いしていただけであったが、後に同じ境遇にいることを共感し、二人は和解する。カートは他にもガンズ・アンド・ローゼズやヴァン・ヘイレン、モトリー・クルー、エクストリームなどのヘア・メタル・バンドの多くを、大嫌いだと公言している。

### ファッション
彼が穿いていたボロボロになったジーンズに古着のネルシャツ・緑のカーディガンなどはニルヴァーナや音楽のジャンルとしてのグランジを好きな層以外からも、当時の流行としてグランジ（薄汚れた）と呼ばれる新しいファッションの定義として生まれた。「グランジ・イズ・デッド」と書かれたTシャツや、ダニエル・ジョンストンのイラストがプリントされたTシャツは、彼が着ていたということで有名になる。彼はコンバースのジャックパーセルを愛用していた。

### 発言
| 「 | いつかアコースティック・ギターで演奏したいね。シンガーソングライターって呼ばれたいんだ。グランジ・ロッカーじゃなくてさ。そうすれば年を取ってからギターを抱えて椅子に座りながら──ジョニー・キャッシュみたいになれるからね | 」 |

| 「 | 少なくともこのバンドであと1枚レコードを出すのはわかってる。どういうサウンドになるかもかなり想像がつくよ。空気みたいにすごく軽くて、アコースティックで、この間のR.E.M.のアルバム (オートマチック・フォー・ザ・ピープル)みたいな音さ。彼らが書いたようないい曲を、2,3曲でいいから俺にも書けたらなあ…。あのバンドがどうやってああいう風にやってるのか、俺にはわからないよ。もう彼らは最強さ。まるで聖人のように成功に対処して、しかもグレイトな音楽を作り続けてるんだから。 | 」 |

### 食生活
好きな味は「ラズベリー・チョコレート」で、嫌いな食べ物は「ブロッコリー、ほうれん草、マッシュルーム」。母の手料理で好きなものは「ロースト、ポテト、にんじん、ピザ」。好物のテイクアウトは「タコベルと薄焼きのペパローニピザ」。どうしても苦手なもの「インド料理」。

### 好きな映画
彼は生前様々な映画を鑑賞していた。1番好きな映画は1984年のヴィム・ヴェンダース監督によるドイツの映画『パリ・テキサス』である。他に、彼は高校中退後、毎日当てもなく外に出かけるばかりの日々を送っていた。そんなある日グレッグ・ホカンソンという友人の家に行った時、その友人と一緒に『時計じかけのオレンジ』を観て衝撃を受けたというエピソードもある。他には、クエンティン・タランティーノ監督の1992年の映画『レザボア・ドッグス』やスティーヴン・スピルバーグの傑作SF映画『未知との遭遇』、フランシス・フォード・コッポラによる青春映画『ランブルフィッシュ』などを好んでいた。

## 陰謀論/他殺説
カートの死について、自殺ではなく実は暗殺されたと言う陰謀論も多数ある。この話の発端は、カートが行方不明になった時コートニー・ラブに雇われた私立探偵トム・グラントが主張したことに始まる。トム・グラントの説は、妻であるコートニー・ラブと子守りアシスタントのマイケル・デウィットがカートを暗殺したという説である。
コートニーの動機としては、金銭的な問題だと指摘されている。当時、コートニーはカートと離婚調停中であり、もしカートと離婚することになれば何億ドルという資産が失われることになる。実際にコートニーはこのことに言及しており、その内容はテープに残っている。また、カートが失踪する前、ローマ公演後に自殺未遂をおこしたとされるが、そこにコートニーと離婚したいと言った内容のメモが残っており、コートニーがそのメモを処分した。カートは引退も考えていた。コートニーとしてはカートの隠居や離婚により、莫大な資産を失うということが耐えられないために、子守アシスタントでコートニーの元恋人であるマイケル・デウィットと共謀して行なったとする説である。
この説は、カートの遺書が死について言及をしていない点や現場検証において不可解な点が多数見られることにより、世間に広まる結果となったが、陰謀論のため疑惑に対する進展はない。

## 使用機材

### ギター
カートは右利きだが、ほとんどのギターはレフティ（左利き用）モデルを使用している。
- フェンダー・ジャガー
  - カートが使用したギターの中でも最も有名と思われるギター。ライブやレコーディングで多く使用されている。ネック部にホワイト・バインディングを施された1965年製。オリジナルのジャガーとは大きく異なった仕様になっており、前後のピックアップをディマジオ製のハムバッカー（フロントがPAF、リアがSuper Distortion）に、ピックアップセレクターをトグルスイッチに（ほとんどの時期を上から黒いビニールテープでリアに固定）、ブリッジをシャーラー製のチューン・O・マチックに、コントロールを金属製のノブで2ボリューム・1トーンに、それぞれ変更してある。カートは『L.A.リサイクラー』という新聞でこのギターを見つけ購入。購入時にはすでに上記の改造が施されていた（後にクリフ・リチャードやエヴァリー・ブラザーズと活動していたセッション・ミュージシャン、マーティン・ジェンナーが元の持ち主であることが指摘されている）。イン・ユーテロツアー時にリアピックアップをセイモア・ダンカンのJBに変更した。後にこのギターを再現したジャガーがフェンダーから発売されている。塗装を古びた風合いにした「Road Worn」仕様やレフティ仕様もラインナップに加えられ、メキシコのフェンダー・エンセナダ工場で製造される[要出典]。
- ユニボックス・モズライトのコピーギター"ハイ・フライヤー"
  - アルバム『ブリーチ』、シングル「ハートシェイプト・ボックス」などで使用。ピックアップがシングルコイルからハムバッカーに交換されている[要出典]。
- フェンダー・ムスタング
  - ジャガーと並び愛用したモデル。シングル「スメルズ・ライク・ティーンスピリット」のPVで使用されているのは1969年製のコンペティション・モデル（ボディ左下に描かれたラインが特徴。カラーリングはバーガンディ・ブルー）で、カートが最も愛した物。リアピックアップはセイモア・ダンカンのSHR-1bに、ブリッジはGOTOH社製のチューン・O・マティックに変更されている。この他にも『イン・ユーテロ』ツアーで使用するためにフェンダーUSAにオーダーしフェンダージャパンの元請けであるフジゲンで制作されたムスタングを数本所有している。ピックアップはセイモアダンカンのハムバッカーSH-4(JB)がマウント、ブリッジはチューン・O・マティックタイプの仕様になっている。
- 1992年製フェリントン・カスタム
  - ダニー・フェリントンによってカートの為に製作されたカスタムギター。ムスタングをベースとして、ボディの木材にはバスウッド、ネックはメイプル、ローズウッド指板が使用されている。ブリッジはチューン・O・マティック、指板にはハート型のポジション・マーク、ピックアップ・セレクターはストラトスタイルのもの。ピックアップはバルトリーニ。配置はフロント・ミドルがシングルコイル（ミドルピックアップはスラントして取り付けられていた）、リアがハムバッカー。リアピックアップにはコイルタップ回路が付いており、シリーズ接続、パラレル接続、そしてシングルコイル風のサウンドを出すことができるようになっている。これらはボリューム・トーンノブの下に位置するトグルスイッチで操作できるようになっている。カラーリングはベイビーブルー、ピックガードは赤べっ甲柄。
- フェンダー・ジャグスタング
  - ジャガーとムスタングを組み合わせたカスタムギター。搭載されたピックアップはディマジオのエヴォリューションハムバッカーとフェンダーのテキサススペシャルのシングルコイル（カートはエヴォリューションを気に入らずすぐにダンカンのJBに交換した）。後にフェンダーによって正規ラインに加えられた。2006年生産中止。ボディの角がカートの泣き所である胃に当たる、ボディが厚すぎるなどの理由で、カート自身はあまり気に入っていなかった模様。
- エピフォン・ET-270
  - 日本製のストラトタイプモデル。In BloomのMVで使用。1990年頃からライブで使用し始める。数ヶ月後にステージ上で破壊される[要出典]。
- ステラ・ハーモニー
  - 12弦のアコースティックギター。ただしカートはこのギターにナイロン弦を5つしか張っていない。初期のメインアコースティック・ギター。「ポーリー」や「サムシング・イン・ザ・ウェイ」で使用。その後ピックアップと弦を換えて『イン・ユーテロ』でも使用[要出典]。
- エピフォン・FT-79
  - 形状から見て、ギブソンに買収される1957年以前に製造されたモデル。In Utero以降のライブで使用されたアコースティック・ギター。フィニッシュ部分に、Nixon Nowのステッカーが貼られている[要出典]。
- マーティンD18-E
  - 『MTV・アンプラグド・イン・ニューヨーク』で使用されたアコースティック・ギター。ピックアップがバルトリーニの3AVに交換されている。世界で306本しかない。「もっとも愛されなかったギター」として有名。
- その他
  - この他にもほとんど使用されていないものの、赤いフェンダー・ジャガーや青いテレキャスター、モズライトマークIVの所有が確認されている。また、日本製やメキシコ製のストラトキャスターを多数所有していたが、これらは主にステージ終盤の「破壊用」ギターであった。2023年5月、『ネヴァーマインド』を制作中に破壊されたストラトキャスターがオークションにかけられ60万ドル近くで落札された。このギターは機能しないものの、メンバー全員のサインとカートの親友に向けたメッセージが綴られたものであった[28][29]。

### アンプ
- Randall
- Sun-Beta
- 4x12Peavey
- 4x12Bullfrog
- メサ・ブギー・スタジオ・プリアンプ
- Crown Power Amp
- Crest Power Amp
- フェンダー・ベースマン
- Vox AC30
- フェンダー・ツイン・リバーブ

### エフェクター
- BOSS DF-2 SUPER Feedbacker & Distortion[30]
- BOSS DS-1 Distortion
- BOSS DS-2 Turbo Distortion[31]
  - コートニーとの挙式直前である1992年のハワイ公演時に、上記のDS-1が故障したため同じ物を買い直そうとしたが、その当時DS-1は入手できず、以降はDS-2を使うことになった。二つあるモードのうち、気に入っていたDS-1に近いサウンドである「ターボI」で使用。MTVアンプラグドでも使われた。
- Electro-Harmonix Big Muff Pi
- Electro-Harmonix Poly Chorus
  - 本人はPoly Chorusよりも、Poly Flangeを特に気に入っていたが破壊してしまった。再度入手を試みたが市場にはなかなか出ない生産終了モデルだったため、仕方なくPoly Chorusを使っていた。
- Electro-Harmonix Small Clone
- MXR Phase 100
- ProCo RAT
- Tech 21 Sansamp Classic[31]

## 映画・フィルム
- 『カート&コートニー』 - Kurt & Courtney（1998年）
- 『ラストデイズ』 - Last Days（2005年、ガス・ヴァン・サント監督） ※カートの死をモチーフとした映画。ソニック・ユースのキム・ゴードンが出演、サーストン・ムーアが制作に参加。
- Kurt Cobain About a Son（2007年、AJ・シュナック監督）
- 『COBAIN モンタージュ・オブ・ヘック』 - Kurt Cobain: Montage of Heck (2015年)
- 『ソークト・イン・ブリーチ〜カート・コバーン 死の疑惑〜（英語版）』 - Soaked in Bleach (2015年)

## 書籍
- 『Who Killed Kurt Cobain?』（1998年）
- 『Heavier Than Heaven』（2002年、著者チャールズ・R・クロス） ※カート本人の日記内容を含む伝記。
- 『Love & Death』（2004年）
- 『COBAIN UNSEEN カート・コバーン 知られざる素顔』（2009年、著者チャールズ・R・クロス）

## ディスコグラフィ

### コラボレーション
- "Scratch It Out / Bikini Twilight" (1989年) ※The Go Teamのシングル
- 『ザ・ワインディング・シート』 - The Winding Sheet (1990年) ※マーク・ラネガン（英語版）のアルバム。「Down in the Dark」のバック・ボーカル、「Where Did You Sleep Last Night」のギターを担当
- アースのデモ (1990年) ※「Divine Bright Extraction」のリード・ボーカル、「A Bureaucratic Desire For Revenge」のバック・ボーカルを担当。「Private Affair」 (The Saintsのオリジナル)のカヴァーでもリード・ボーカルを担当したが絶対にリリースされなかった
- The "Priest" They Called Him (1993年) ※ウィリアム・S・バロウズとのEP。バックのギター・ノイズを担当
- 『フーディーニ』 - Houdini (1993年) ※メルヴィンズのアルバム。「Sky Pup」でギターを、「Spread Eagle Beagle」でパーカッションを担当

### 死後のリリース
- アルバム
  - 『COBAIN: モンタージュ・オブ・ヘック〜ザ・ホーム・レコーディングス』 - Montage of Heck: The Home Recordings (2015年) ※ソロ・アルバム
- シングル
  - "And I Love Her"/"Sappy" (2015年) ※7インチ・ヴァイナル